# Ерон Карпентер
Ерон Карпентер (енгл. Aaron Carpenter; 9. јануар 1983) професионални је рагбиста и репрезентативац Канаде, који тренутно игра за енглеског друголигаша Корниш. Висок је 183 цм, тежак је 109 кг, а у каријери је играо за Ковентри РФК 2009-2010 (23 утакмице, 35 поена) и Плимут Албион 2010-2013 (61 утакмица, 85 поена), пре него што је прешао у Пирате. За репрезентацију Канаде играо је на 3 светска првенства. Боје Канаде до сада је бранио 71 пут и постигао је 75 поена.